# Trentepohlia spinulifera
Trentepohlia spinulifera là một loài ruồi trong họ Limoniidae. Chúng phân bố ở miền Australasia.